# الأختان (لوحة)
الأختان (بالإنجليزية: The Two Sisters) هي لوحة زيتية تعود إلى عام 1843 بريشة الفنان الرومانسي الفرنسي تيودور كاسيريو. تم الانتهاء منه عندما كان الفنان في الثالثة والعشرين من عمره، وهو يصور أختاه أديل وألين كاسيريو. ألان ضمن مجموعة متحف اللوفر في باريس، فرنسا.

## خلفية
العمل هو ناتج نضج كاسيريو المبكر، عندما كان حريصًا على إظهار استقلاليته من سيده السابق، جان أوغست دومينيك آنغر، الذي اختلف معه عام 1840. عندما عُرضت اللوحة في صالون باريس عام 1843، كان رد فعل النقاد والجمهور مختلطًا. كتب أحد النقاد:
أراد كاسيريو ، ربما دون داع ، القيام بأمر صعب ، رسم لوحة مع شخصيتين من النساء ، كلاهما بطول كامل ، من نفس الارتفاع ، سواء في فساتين من نفس اللون ونفس القماش ، مع نفس الشال ، تم طرحه بنفس الطريقة ، ولإدامة هذا النوع من المقامرة دون استخدام أي حيلة من الضوء أو التأثير ، فقط من خلال سلطة الأسلوب والشكل والشخصية. هل نجح بشكل كاف؟ أنا لا أعتقد ذلك. ومع ذلك ، فقد نفذ تلك ألوحة بدقة ومهارة تستحق أن تذكر. 
على الرغم من أن الأخوات المتماثلات في الملابس يوحي بكونهما توأم ، كانت أديل (على اليسار) تبلغ من العمر ثلاثة وثلاثين عامًا وألين (على اليمين) كانت في الحادية والعشرين عندما وقفوا لالتقاط الصورة. بحلول وقت وفاة كاسيريو عام 1856 ، كانت لوحة الأختان تعتبر واحدة من أهم أعماله.  دخلت مجموعة اللوفر في عام 1918. 

## الوصف
تعتبر «الأختان» من أهم أعمال الرسام الرومانسي تيودور كاسيريو. حيث يصور تيودور كاسيريو في هذه اللوحة شقيقتيه، فتلك الموجودة على اليسار، التي تمسك وردة حول خصرها، هي الأخت الكبرى، أديل، والأخرى التي على اليمين هي ألين. كان أديل أكبر من ألين بإثني عشر عامًا ، لكن لا يمكن رؤية فارق السن بينهما في اللوحة. كلاهما لهما شعر داكن وناعم ذو لمعان ، مفترقان في المنتصف ويجتمعان في في الخلف بضفيرة الكعكة. جلد الوجه والصدر والذراعين واليدين ، ذو بشرة ناعمة وبيضاء. ترتديان ملابس ومجوهرات متشابهة ، بظلال من اللون الوردي والبني. ويبرز الشكلان المحددان من خلال الظل الأسود في الخلفية. على الرغم من تدريبه بشكل كلاسيكي على يد جان أوغست دومينيك آنغر، ألا أن كاسيريو يستعمل أسلوب ديلاكروا العاطفي في هذا العمل ، وهو ما يتضح في هذه الحالة في التلوين القوي للوحة. يستخدم ألوانًا عنيفة تقريبًا ، خاصة في الشالات التي ترتديها الأختان ، الشالات ذات اللون الأحمر الفاتح مع حدود متعددة الألوان.

## الرسام

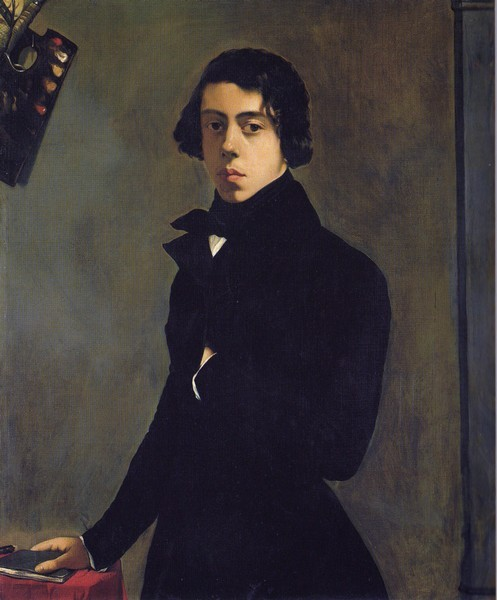
تيودور كاسيريو

كان تيودور تشاسريو (20 سبتمبر 1819-8 أكتوبر 1856) رسامًا رومانسيًا فرنسيًا مولودًا في الدومينيكان اشتهر بلوحاته التاريخية والدينية والجداريات الاستعارية والصور الاستشراقية المستوحاة من رحلاته إلى الجزائر. رسم في وقت مبكر من حياته المهنية بأسلوب كلاسيكي جديد قريب من أسلوب أستاذه جان أوغست دومينيك آنغر ، ولكن في أعماله اللاحقة تأثر بشدة بالأسلوب الرومانسي لديلاكروا. كان رسامًا غزير الإنتاج ، وصنع مجموعة من المطبوعات لتوضيح مسرحية عطيل لشكسبير. الصورة التي رسمها في سن ال 15 لبروسبر ماريلات ، جعلت من تيودور تشاسريو أصغر رسام معروض في متحف اللوفر.